# Willi Wolter
Wilhelm Gustav „Willi“ Wolter (* 14. November 1907 in Kleve; † 18. Mai 1969 in Porz am Rhein, ab 1975 Köln-Porz) war ein deutscher Beamter. Er war im nationalsozialistischen Deutschen Reich SS-Hauptsturmführer, bei der Gestapo in Köln, in der Amtsgruppe I D (Strafsachen) des Reichssicherheitshauptamtes, Befehlshaber der Sicherheitspolizei und des SD in Metz und Führer des Einsatzkommandos 15 der Einsatzgruppe E in Kroatien.

## Biografie
Wolter war der Sohn eines Bahnmeisters. Er besuchte die Schule in Köslin/Pommern, wohin sein Vater versetzt wurde. Er legte dort 1926 sein Abitur ab und nahm ein Studium der Rechtswissenschaften und der Volkswirtschaft in Berlin, Marburg und Königsberg auf.
Noch in seiner Referendarzeit trat er im August 1932 der NS-Beamtenarbeitsgemeinschaft und im November 1932 der SA bei.

### Zeit des Nationalsozialismus
In seinem Lebenslauf vom 13. September 1938 begründete Wolter seine Berufsentscheidung nach dem bestandenen Assessorexamen wie folgt:
„[Ich] beschloß, zur Politischen Polizei überzutreten, und zwar interessierte ich mich besonders für den Dienst der Exekution. Aus diesem Grund trat ich am 01. September 1934 als Kriminal-Kommissar-Anwärter bei dem Geheimen Staatspolizeiamt in Berlin ein.“
Wolter wurde 1936 bei der Gestapo in Köln eingesetzt und erhielt vom Chef des Gestapa Reinhard Heydrich  1937 ein glänzendes Zeugnis ausgestellt.
Zum 1. Mai 1937 trat er  NSDAP bei (Mitgliedsnummer 4.616.993). In die SS wurde er mit der Mitgliedsnummer 307.942 aufgenommen. Am 30. Januar 1939 zum Regierungsrat und SS-Sturmbannführer befördert, kam Wolter in das im September 1939 neu geschaffene Reichssicherheitshauptamt (RSHA) und leitete dort das Referat für Wirtschaftsangelegenheiten.
1940 wurde er zum Befehlshaber der Sicherheitspolizei und des SD (BdS) in Metz eingesetzt, um  danach wieder ins RSHA, in die Amtsgruppe I D (Strafsachen) zurückzukehren.
Ab 15. August 1942 war Wolter stellvertretender Leiter der Staatspolizeistelle Stettin, bevor er im Mai 1943 zur Einsatzgruppe E nach Kroatien abkommandiert und mit der Führung des Einsatzkommandos 15 beauftragt wurde. Er geriet im September 1944 in die Gefangenschaft jugoslawischer Partisanen, die ihn im April 1945 gegen jugoslawische Offiziere in deutscher Gefangenschaft austauschten.

### Nach dem Krieg
Nach dem Krieg wurde Wolter von einem Spruchgericht in Hofgeismar 1948 als „Minderbelasteter“ eingestuft. Er arbeitete zuletzt als kaufmännischer Angestellter und wohnte in Niederkassel-Ranzel, wo er auch 1953 heiratete.